# Штефан Чічо Поп
Штефан Чічо Поп (рум. Ștefan Cicio Pop; *10 квітня 1865, Шигеу — †16 лютого 1934, Коноп, Арад) — румунський юрист і політик, міністр закордонних справ Румунії в 1920.

## Біографія
Рано втратив батьків і тому виховувався дядьком Василе Попа з Герла. Після закінчення середньої школи в Сібіу вивчав право в Будапешті і Відні. Після закінчення навчання і захисту докторської дисертацію в 1891 повернувся на батьківщину і оселився в Араді. В цей час він займався політикою, захищаючи права румунського населення в Трансільванії. 24 вересня 1906 був засуджений угорським судом Клуж-Напока до трьох місяців в'язниці і штрафу за публікацію двох статей, які критикували угорську політику щодо румунів.
З 1891 вступив до Румунської національної партії (Partidul Naţional Român).
У 1895 був обраний депутатом угорського парламенту (Сейму). У 1918 брав активну участь у процесі об'єднання румунських земель (Велика Румунія), а в 1919 був обраний до Парламенту Румунії. У 1920 протягом двох місяців займав пост міністра закордонних справ в уряді Александру Вайда-Воєвод.
В 1926 вступив до Національної селянської партії. У 1928-1931 і 1932-1933 займав пост голови Парламенту Румунії.
Помер в 1934 і був похований в родинній гробниці в Араді.